# Franciszek Hynek

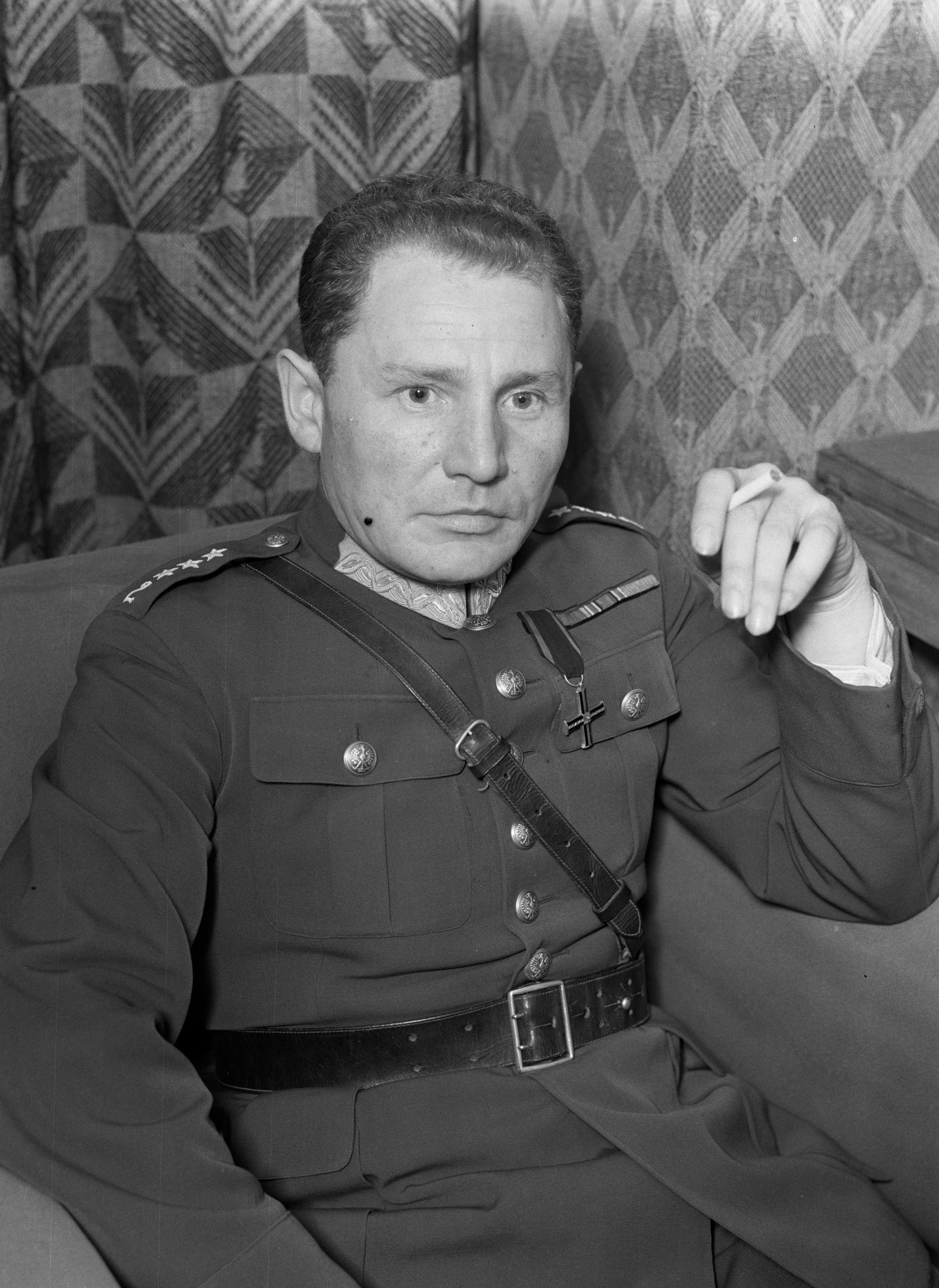
Franciszek Hynek (1934)

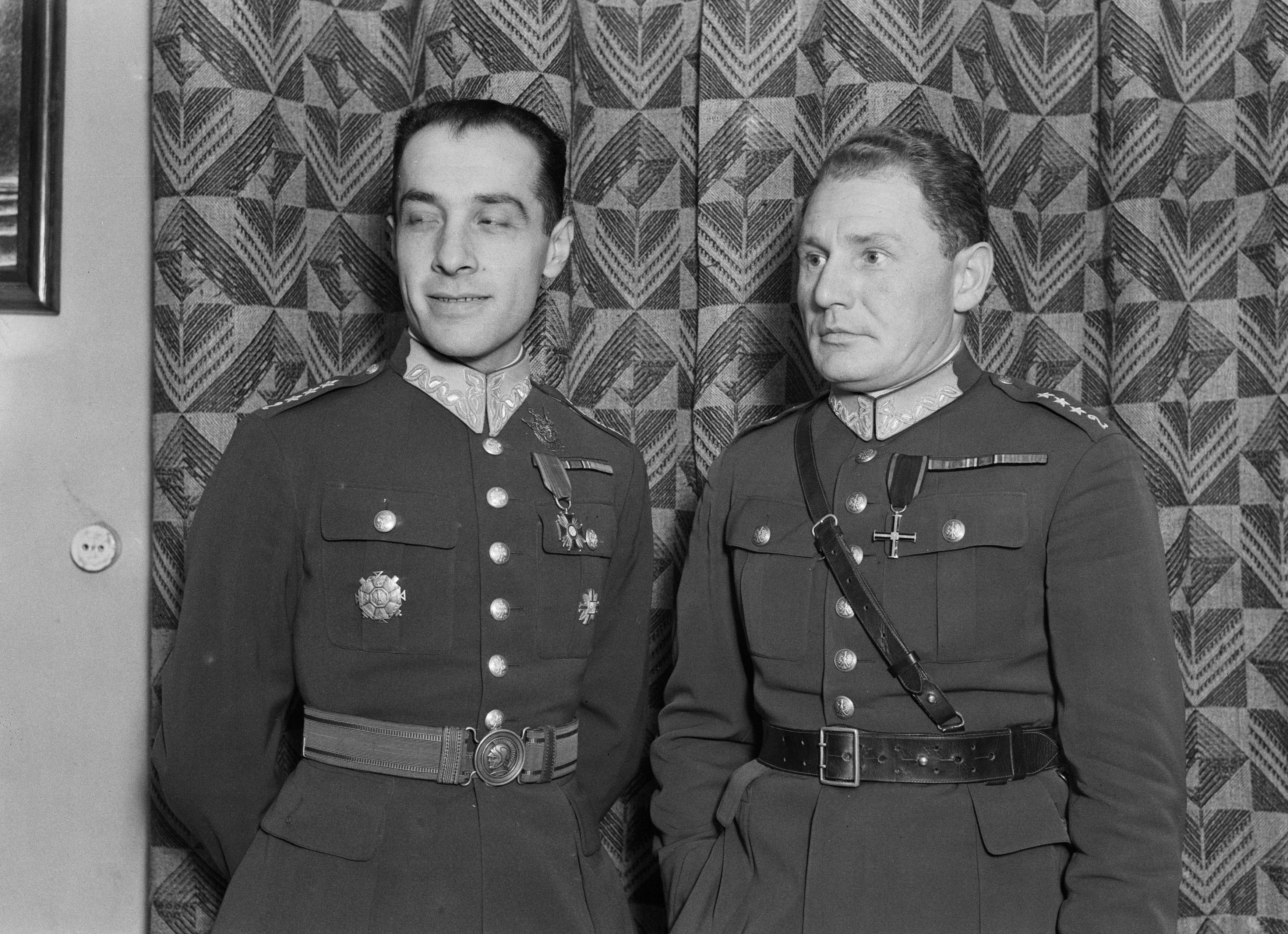
Burzyński und Hynek (1934)

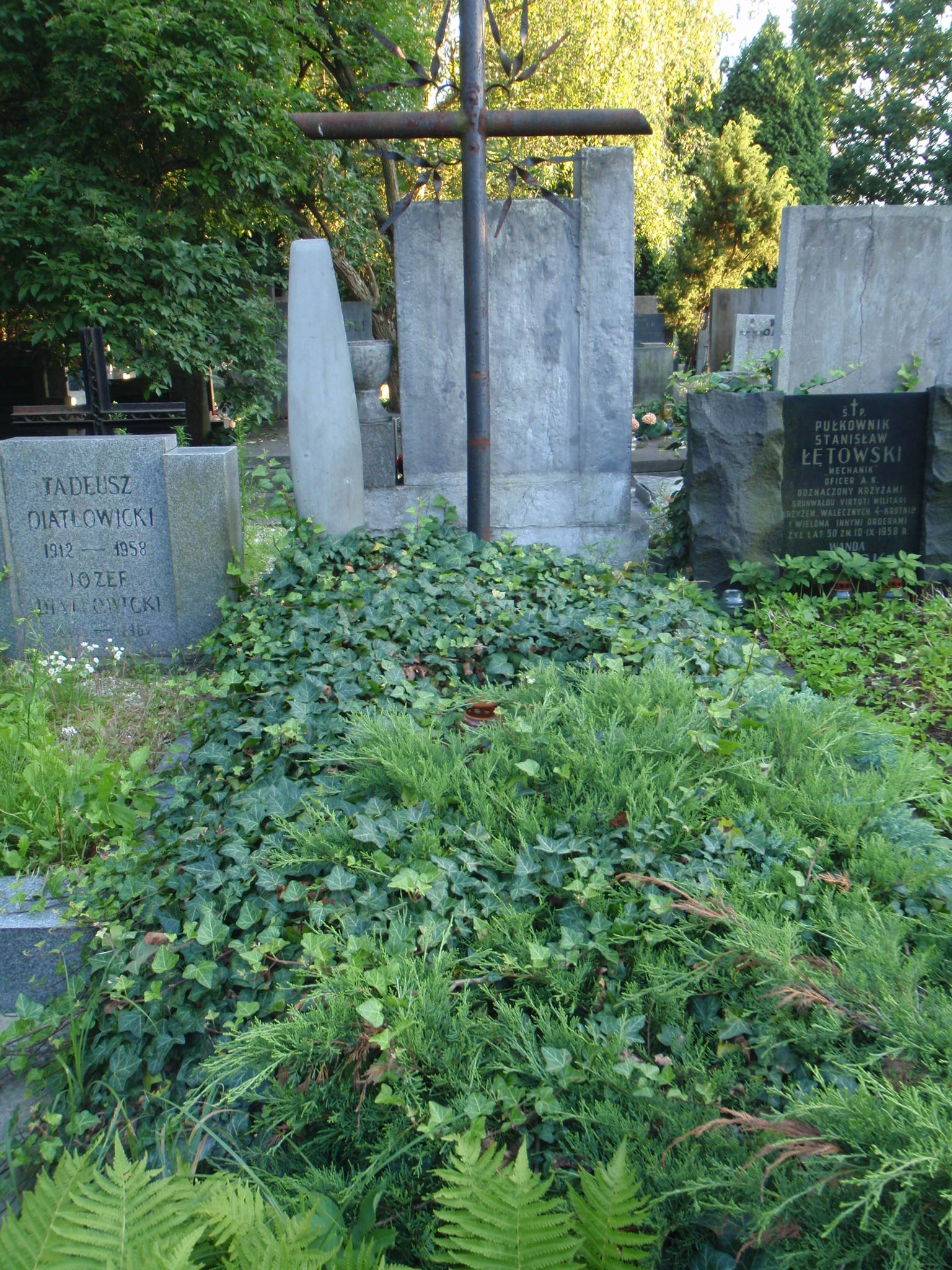
Grab Franciszek Hyneks auf dem Powązki-Friedhof in Warschau

Franciszek Hynek (* 1. Dezember 1897 in Krakau; † 8. September 1958 bei Szatarpy, Polen) war ein Pionier des polnischen Ballonsports. Er gewann 1933 und 1934 den  Gordon-Bennett-Cup im Ballonfahren.

## Leben
Franciszek Hynek besuchte bis 1914 ein Lehrerseminar in Krakau. Nach dem Ausbruch des Ersten Weltkriegs meldete er sich freiwillig zu den Polnischen Legionen, die auf Seiten der Mittelmächte gegen Russland kämpften. Am 5. Juli 1916 wurde er in der Schlacht von Kostiuchnówka verwundet. 1917 in die österreichisch-ungarische Armee eingezogen geriet er im Dezember in italienische Kriegsgefangenschaft. Nach Kriegsende trat er in die polnische Armee ein. Er besuchte 1922 die Aeronautische Offiziersschule in Thorn, wo er erstmals mit dem Ballonfahren in Berührung kam. 1925 wurde er zum V. Aeronautischen Bataillon in Jabłonna bei Legionowo versetzt. 
Ab 1928 nahm Hynek an ballonsportlichen Wettbewerben teil. Gemeinsam mit Zbigniew Burzyński gewann er im Ballon Lwów die polnische Meisterschaft im Freiballonfahren für die längste erreichte Fahrstrecke. Am renommierten Gordon-Bennett-Rennen nahm er insgesamt sechsmal teil, zweimal siegreich. 1933 gewann er mit Burzyński, 1934 mit Władysław Pomaski (1895–1981), jeweils mit dem Ballon Kościuszko. 
Im Dezember 1939 schloss  sich Hynek, inzwischen im Range eines Majors, dem polnischen Untergrund gegen die deutsche Besatzung an. Am 19. Mai 1944 wurde er verhaftet, einige Wochen im berüchtigten Warschauer Gefängnis Pawiak interniert, danach in das Konzentrationslager Groß-Rosen und schließlich nach Bergen-Belsen gebracht. 
Als der Ballonsport in Polen 1956 wieder aufgenommen wurde, war er einer seiner Organisatoren. Er vertrat die Sparte Ballonsport im Hauptvorstand des polnischen Aeroklubs. Bei einer Alleinfahrt am 7./8. September 1958 verfing sich sein Wasserstoffballon nachts in einer Hochspannungsleitung und explodierte. Hynek kam dabei ums Leben.

## Ehrungen
Franciszek Hynek erhielt in Polen zahlreiche hohe staatliche Auszeichnungen. Unter anderem wurde er nach dem ersten Gordon-Bennett-Sieg mit dem goldenen Verdienstkreuz der Republik Polen dekoriert. Später erhielt er das Ritterkreuz und postum das Offizierskreuz vom Orden der Wiedergeburt Polens. 
In vielen großen Städten Polens, z. B. in Warschau, Krakau, Danzig, Posen und Breslau, sind Straßen nach Franciszek Hynek benannt. Am Unfallort wurde 1969 ein Denkmal errichtet.